# Pauline Crammer

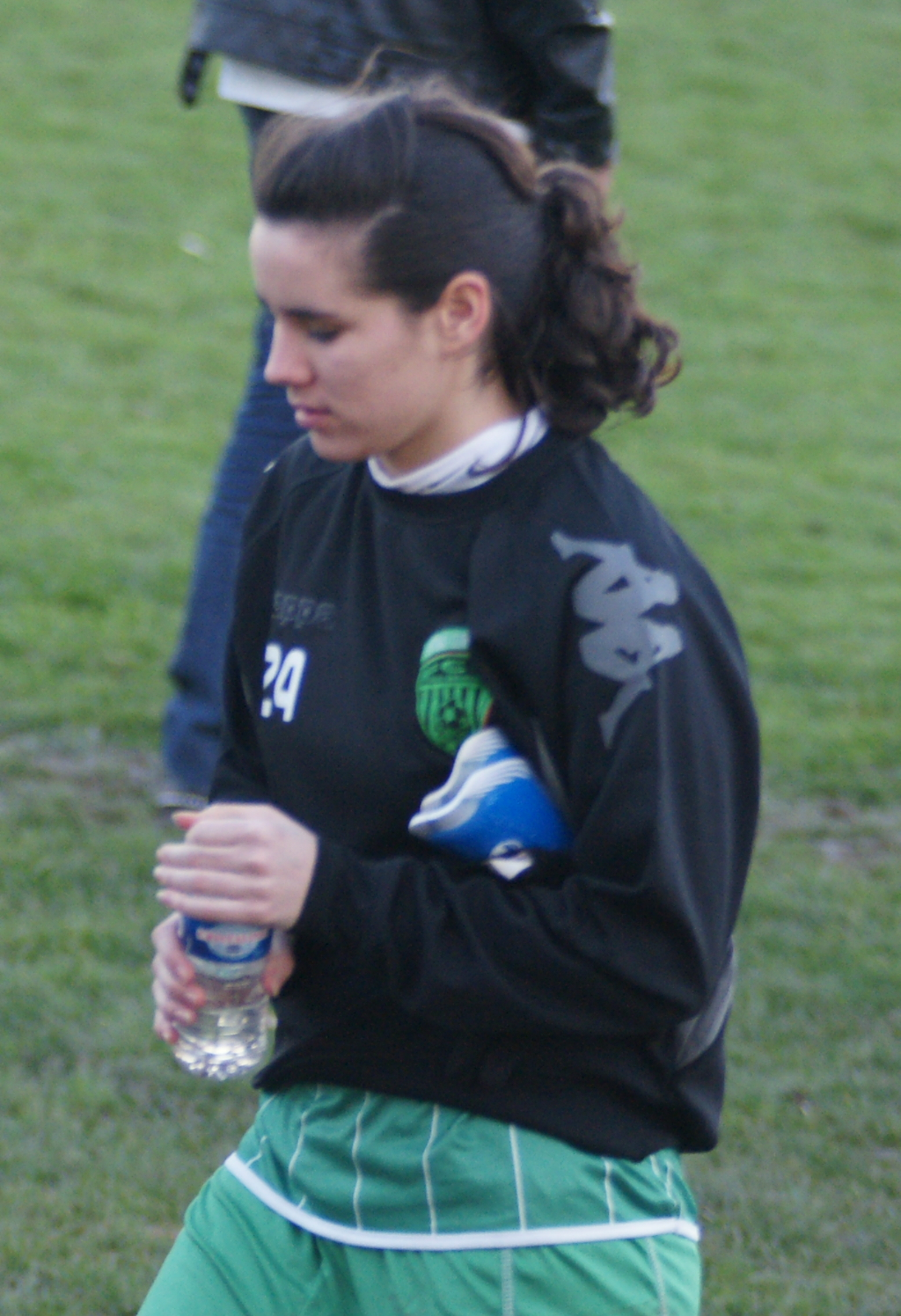
Pauline Crammer (2012)

Pauline Crammer (* 14. Februar 1991 in Cucq) ist eine französische Fußballspielerin.

## Vereinskarriere
Pauline Crammer spielte schon in ihrer Kindheit Fußball, zunächst beim FC Verton und anschließend beim AC Le Touquet, wo sie auch zur Jugendnationalspielerin (siehe unten) wurde. Mit 15 schloss sie sich dem FCF Hénin-Beaumont an; dieser reine Frauenklub setzte die Stürmerin bereits in ihrer ersten Saison regelmäßig in seiner Erstligaelf ein. Während ihrer insgesamt sechs Jahre bei den Nordfranzösinnen gehörte sie dreimal (2006/07, 2008/09 und 2009/10) zu den zehn erfolgreichsten Ligatorjägerinnen, jeweils mit einer zweistelligen Trefferzahl, wobei ihre beste Platzierung ein fünfter Rang (2010) war. Dabei spielte Hénin-Beaumont in diesen Saisons stets eher gegen den Abstieg als um die Meisterschaft – lediglich die Spielzeit 2008/09 beendete Crammers Team auf einem vierten Platz in der Abschlusstabelle. Auch im französischen Pokalwettbewerb kam der FCF in dieser Zeit nicht in die Nähe eines Titelgewinns; zwei Viertelfinalteilnahmen (2007 und 2010) standen darin als beste Resultate zu Buche. Im Sommer 2012 konnte der Klub den Gang in die zweite Division nicht mehr vermeiden, so dass Pauline Crammer sich nach 109 Ligaeinsätzen mit 50 Torerfolgen zu einem Vereinswechsel entschloss.
Dabei verließ sie Frankreich und unterschrieb – wenn auch nur ein paar Kilometer jenseits der französisch-belgischen Grenze – einen Vertrag beim SV Zulte Waregem, der zu den 16 Teilnehmern der neu gegründeten, aus belgischen und niederländischen Frauschaften zusammengesetzten BeNe League gehörte. Zulte Waregem gelang es allerdings nicht, sich für die Meisterschaftsendrunde zu qualifizieren. Deshalb zog es Crammer im Sommer 2013 weiter zum RSC Anderlecht; ihre erste Spielzeit beim RSC endete mit einem achten Rang für das zweitbeste belgische Team, woran sie mit 18 Treffern ganz maßgeblich beteiligt war und auch für die Nationalmannschaft wieder interessant wurde.
2016 wurde Crammer Mutter und pausierte mit dem Spitzensport. Im Spätsommer 2017 schloss sie sich dem nordfranzösischen Zweitligisten Arras FCF an, bei dem sie drei Jahre unter Vertrag stand. In der Saison 2020/21 war der Spielbetrieb unterhalb der ersten Division wegen der Corona-Pandemie ab Oktober eingestellt worden. 2021 kehrte Pauline Crammer zum FCF Hénin-Beaumont zurück, für den sie in der dritten Liga stürmt.

### Stationen
- FC Verton (bis 1999)
- AC Le Touquet (1999–2006)
- FCF Hénin-Beaumont (2006–2012)
- SV Zulte Waregem (2012/13)
- RSC Anderlecht (2013–2016)
- Arras FCF (2017–2020)
- FCF Hénin-Beaumont (2021–)

## Nationalspielerin
Pauline Crammer hat mit den französischen Jugendauswahlmannschaften zahlreiche internationale Begegnungen bestritten. Für die U-17 spielte sie von 2006 bis 2008 (26 Partien, in denen sie 20 Treffer erzielte), für die U-19 2009 und 2010 (20 Spiele, elf Tore) und für die U-20 anlässlich der Jahrgangs-Weltmeisterschaft 2010 in Deutschland drei Partien, in denen ihr gegen die Gastgeberinnen Frankreichs Ehrentreffer gelang. Sie nahm zudem 2008 an den U-17-Europa- und -Weltmeisterschaftsendrunden teil; bei der U-19-Europameisterschaft 2010 gewann sie mit ihrem Team den Titel, wobei sie im Finale gegen ihre englischen Kontrahentinnen das Tor zum 2:1-Endstand schoss.
Im selben Jahr debütierte Crammer dann auch in der französischen A-Nationalfrauschaft. Das Match im November 2010 gegen Polen, in dem sie von Nationaltrainer Bruno Bini noch in der ersten Halbzeit für Gaëtane Thiney eingewechselt wurde und torlos blieb, war ihr bislang einziges für die Bleues. Allerdings wurde Pauline Crammer ab Anfang 2014 von Binis Nachfolger Philippe Bergeroo wieder regelmäßig in das französische Aufgebot berufen und zumindest in der B-Elf auch eingesetzt, wobei sie beim 2:1-Erfolg in Rumänien ebenso zu den Torschützinnen gehörte wie beim Istrien-Cup im März 2015. Auch für die 2016er Austragung dieses Turniers erhielt sie wieder eine Berufung.

## Palmarès
- ein A-Länderspiel für Frankreich, kein Treffer
- U-19-Europameisterin 2010